# رامسس (شاهزاده)
رامسس (که گاهی اوقات رامسس بی نیز نامیده می‌شود) ولیعهد مصر باستان در طول سلسله نوزدهم بود.

## خانواده
رامسس پسر ارشد رامسس دوم و ملکه ایزتنوفرت بود و در مجموع پسر دوم پس از آمونهرخپشف، پسر ارشد همسر بزرگ سلطنتی نفرتاری بود. وی در زمان پدربزرگش ستی یکم به دنیا آمد و حداقل یک خواهر و دو برادر داشت. خواهرش بنتانات بعداً در زمان سلطنت رامسس دوم به مقام همسر بزرگ سلطنتی ارتقا یافت و نقش مهمی در دربار داشت. یک خواهر احتمالی به نام ایزتنوفرت ممکن است با برادرش مرنپتاه ازدواج کرده و ملکه او شده باشد، با این حال ممکن است که ملکه مرنپتاه خواهرزاده او باشد نه خواهر او. برادران کوچکتر وی که شناخته شده‌اند خائمواست و مرنپتاه هستند. رامسس به همراه برادران کوچکترش خائمواست و مرنپتاه در چندین اثر تاریخی ذکر شده‌اند. او به عنوان شاهزاده دوم در لیست موکب پسران رامسس در لوکسور و ابو سیمبل ظاهر می‌شود.

## زندگی
وی در کتیبه‌های متعددی از جمله صحنه‌های «پیروزی» مصر پس از نبرد کادش یاد شده‌است. رامسس عناوین کاتب سلطنتی، جنرالیسیمو و «پسر محبوب شاه» را نشان می‌دهد و نشان داده می‌شود که «جنگجویان ماریانو از ناحارینای حقیر» را به عنوان غنایم جنگی به خدایان تقدیم می‌کنند. در صحنه‌هایی از جنگ کواود در سال ۱۰ در لوکسور، شاهزادگان آمونهرخپشف، رامسس، پرهروونمف و خائمواست زندانیان پیش از پدرشان پادشاه را نشان می‌دهند.
کلوسهای رامسس دوم در مقابل معبد بزرگ در ابو سیمبل، رامسس را فقط به عنوان یکی از دو شاهزاده به تصویر کشیده. در این تصویر او در جلوی کلوسوس در قسمت شمالی ورودی دیده می‌شود. گفته می‌شود که شاهزاده رامسس کاتب سلطنتی و اولین جنرالسیسموی اعلیحضرت، پسر پادشاه (از بدن وی) است.
رامسس از حدود سال ۲۵ تا سال ۵۰، سلطنت پدرش به عنوان وارث تاج و تخت مصر بود. وی پس از مرگ برادر ناتنی بزرگتر خود آمونهرخپشف، جانشینش شد.
وی همچنین در سقاره گواهی داده‌است. به احتمال زیاد زمانی که برادر رامسس خائمواست اولین کشیش پتا و بعداً کاهن اعظم پتا در ممفیس بود، او باید در برخی از مراسم گاو نرهای آپیس شرکت کرده باشد. پسر پادشاه و جنرالیسیمو رامسس مجسمه‌ای برای یکی از خاکسپاری‌های آپیس در زمانی بین سالهای ۱۶ تا ۳۰ سلطنت پدرش اهدا کردند.
شاهزاده رامسس در معابد سرپوشیده کوه السلسلهغربی بر روی یک لوحه از یک خانواده سلطنتی به تصویر کشیده شده‌است. سال ۳۰ و در یک لوحه خانوادگی از اسوان. پدر و مادر و خواهر و برادرش بر روی این لوحه‌ها همراه او هستند. رامسس و خائمواست به همراه مادرانشان ملکه ایزتنوفرت در گروهی از مجسمه‌ها ظاهر می‌شوند که هم‌اکنون این مجسمه‌ها در موزه لوور نگهداری می‌شوند (لوور ۲۲۷۲).

## مرگ و دفن
پس از مرگ او در حدود سال ۵۰ رامسس دوم، وی در آرامگاه KV5 در دره پادشاهان به خاک سپرده شد. برادرش خائمواست جانشین وی شد تا به جای او ولیعهد جدید مصر شود. خائمواست چهارمین پسر رامسس دوم بود. سومین، پرهرونمف زودتر از وی درگذشت.